# Przetwornik ultradźwiękowy
Przetworniki ultradźwiękowe, czujniki ultradźwiękowe – rodzaj czujnika akustycznego, urządzenie wykorzystywane w układach regulacji oraz układach mikroprocesorowych.

## Zasada działania
Czujniki akustyczne dzielące się na trzy szerokie kategorie: nadajniki, odbiorniki i aparaty nadawczo-odbiorcze. Przetworniki przetwarzają sygnały elektryczne w ultradźwięki, odbiorniki konwertują sygnał ultradźwiękowy na sygnały elektryczne, a aparaty nadawczo-odbiorcze mogą zarówno transmitować, jak i odbierać ultradźwięki. W sposób podobny do radaru i sonaru, przetworniki ultradźwiękowe są stosowane w układach, które oceniają cele poprzez interpretację odbitych sygnałów. Na przykład, mierząc czas od wysłania sygnału do otrzymania echa, można obliczyć odległość od obiektu. Przetworniki ultradźwiękowe wykonane są z kryształów zawierających dipole elektryczne w sieci krystalicznej. Pasywne czujniki ultradźwiękowe to w zasadzie mikrofony wykrywające dźwięk ultradźwiękowy występujący w określonych warunkach. Urządzenia tego typu wykorzystywane są w wielu dziedzinach, między innymi w medycynie do ultrasonografii, przemyśle do badań jakości materiałów i wyrobów, mają także zastosowania militarne.